# Dubai International Financial Centre
Istituito nel 2004, il Dubai International Financial Centre (DIFC) è una zona economica speciale di Dubai di 110 ettari nonché uno dei maggiori hub finanziari globali dei mercati di Medio Oriente, Africa e Asia sudorientale (MEASA). Il DIFC possiede un sistema giudiziario, uno scambio finanziario globale ed un regime fiscale favorevole indipendenti ed autonomi; ospita inoltre numerose aziende finanziarie, tra cui fondi di ricchezza e investitori privati, ma anche diverse multinazionali, esercizi commerciali, bar, ristoranti, spazi residenziali, spazi verdi pubblici, hotel e gallerie d'arte. 